# 大久保忠備
大久保 忠備（おおくぼ ただみつ、元禄5年（1692年） - 延享元年8月7日（1744年9月13日））は、江戸時代前期の旗本。大久保忠直の嫡男であり、大久保忠教（彦左衛門）の曾孫にあたる。
幼名は亀之丞、通称は彦左衛門。母は根本氏。子供には大久保忠恒がいる。忠恒は後嗣にめぐまれず、本家筋の一門の忠順を養子に迎える。忠順の妻は忠恒の娘なので娘婿となり血脈は続く。
1744年（延享元年）8月7日に53歳で死去した。

## 系譜
- 父：大久保忠直
- 母：根本氏
- 妻：不詳
  - 嫡男：大久保忠恒